# Ellen Alwall
Ellen Sophie Alwall, född Alströmer den 7 maj 1918 på Östads säteri, då Östads landskommun, idag Alingsås kommun, död den 5 november 2001 i Lund, var en svensk pedagog och forskare inom engelsk litteratur. Hon var dotter till disponenten, friherre Thore Alströmer av adelsätten Alströmer och hans maka Greta född Nordenfeldt och från 1941 gift med docenten, senare professor Nils Alwall, känd för sitt arbete med dialysbehandling vid njursvikt.
Ellen Alwall hade en filosofisk ämbetsexamen i moderna språk och hade dessutom examen från socialinstitut (DSI). Hon arbetade dels som lärare, dels med barnpsykologi. Hennes språkvetenskapliga arbete förde till en doktorsavhandling 1970 och ytterligare tre avhandlingar. Alla dessa är studier av engelska och tyska skolböcker från 1800- och 1900-talen. Sina två sista arbeten utförde hon som pensionär. Ellen Alwall är gravsatt i minneslunden på Norra kyrkogården i Lund.